# Distretto di Zhangeldí
Il distretto di Zhangeldí (in kazako: Жангелді ауданы) è un distretto (audan) del Kazakistan con  capoluogo Torǧaj.